# Danny Van Haute
Daniel Frank „Danny“ Van Haute (* 22. Oktober 1956 in Tillsonburg) ist ein ehemaliger US-amerikanischer Radrennfahrer und nationaler Meister im Radsport.

## Sportliche Laufbahn
Van Haute war Teilnehmer der Olympischen Sommerspiele 1984 in Los Angeles. Im Punktefahren kam er nicht ins Finale. 1980 wurde er Mitglied der Nationalmannschaft. Er qualifizierte sich für die Olympischen Sommerspiele in Moskau, konnte aber wegen des Boykotts der Spiele nicht starten.
1978 gewann er seinen ersten nationalen Titel. Bei den Meisterschaften im Bahnradsport gewann er mit seinem Team die Mannschaftsverfolgung. In der Einerverfolgung wurde er Dritter. 1984 wurde er erneut Meister in der Mannschaftsverfolgung. 1985 verteidigte er mit Mark Whitehead und Carl Sundquist den Titel. 
Im Zweier-Mannschaftsfahren gewann er mit Roger Young als Partner 1976 die Meisterschaft der USA. Diesen Titel konnte er auch 1977, 1978 und 1980 mit Young gewinnen. 1983 siegte er erneut mit Mark Whitehead als Partner. Von 1986 bis 1989 war er Berufsfahrer. Er gewann einige Eintagesrennen und Kriterien in den USA.

## Berufliches
Nach seiner aktiven Laufbahn war er Sportlicher Leiter, unter anderem in den Radsportteams Jelly Belly und Wildlife Generation Pro Cycling. 2024 war er Sportlicher Leiter des Frauenteams Cynisca Cycling, aber wurde für zwei Jahre suspendiert.